# Distretto di Nampula
Il distretto di Nampula è un distretto del Mozambico, facente parte della Provincia di Nampula.